# Гай Рабулей
Гай Рабулей (на латински: Gaius Rabuleius) от фамилията Рабулеи е политик на Римската република през 5 век пр.н.е. През 486 пр.н.е. той е народен трибун на плебеите.
Тази година той има диспут за аграрния закон с консула Спурий Касий Вецелин, който е екзекутиран тази година на Тарпейската скала.